# Messingen
Messingen település Németországban, azon belül Alsó-Szászország tartományban. Lakosainak száma 1081 fő (2023. december 31.). Messingen Lingen, Thuine, Freren, Beesten és Lünne községekkel határos.

## Népesség
A település népességének változása:
| Lakosok száma | 1067 | 1080 | 1057 | 1061 | 1052 | 1081 |
|               | 2016 | 2017 | 2019 | 2021 | 2022 | 2023 |